# ابراهیم میرزا
ابراهیم میرزا پسر علاءالدوله (درگذشته ۸۳۸ خورشیدی)، فرمانروای تیموری هرات در سدهٔ ۹ خورشیدی (سدهٔ ۱۵ میلادی) بود. او پسر علاءالدوله میرزا پسر بای‌سنقر بود که پس از شکست دادن پسرعموی خردسالش میرزا شاه محمود، به حکومت هرات رسید.
ابراهیم پس از مرگ ابوالقاسم بابر در هرات به قدرت رسید، پس از مرگ بابر پسرش میرزا شاه محمود به حکومت رسید، ولی زیرا که او همچنان یک پسر بچهٔ یازده ساله بود، قدرت بسیار کمی داشت. ابراهیم هم حکومت میرزا شاه محمود را سرنگون کرد و از این رو حاکم خراسان شد.

## خانواده
- پدر: علاءالدوله میرزا
  - پدربزرگ: بای‌سنقر میرزا
    - پدر پدربزرگ: شاهرخ تیموری
      - پدربزرگ پدربزرگ: تیمور لنگ
        - پدر پدربزرگ پدربزرگ: امیر تراغای
        - مادر پدربزرگ پدربزرگ: تکینا مُه‌بیگم

      - مادربزرگ پدربزرگ: تغای ترخان آغا

    - مادر پدربزرگ: گوهرشاد بیگم